# Paspalum vallsii
Paspalum vallsii là một loài thực vật có hoa trong họ Hòa thảo. Loài này được R.C.Oliveira & G.H.Rua mô tả khoa học đầu tiên năm 2005.